# Geografija Bolgarije
Bolgarija je država v jugovzhodni Evropi in zavzema vzhodno četrt Balkanskega polotoka in je največja država znotraj svojih geografskih mej. Na severu meji na Romunijo, na zahodu na Srbijo in Severno Makedonijo, na jugu na Grčijo in Turčijo ter na vzhodu na Črno morje. Severna meja z Romunijo poteka po reki Donavi do mesta Silistra. Ozemlje Bolgarije šteje 110.994 kvadratnih kilometrov, kar je nekoliko več od Islandije ali za 5,5 Slovenij. Glede na relativno majhnost ima Bolgarija veliko različnih topografskih značilnosti. Celo v majhnih delih države je ta razdeljena na ravnine, planote, hribe, gore, kotline, soteske in globoke rečne doline. Geografsko središče Bolgarije je v Uzani.    
Bolgarija ima opazno raznolikost pokrajine, ki sega od zasneženih vrhov v Rili, Pirinu in Balkanskih gorah do sončne obale Črnega morja; od kontinentalne Donavske nižine (stara Mezija) na severu do močnega sredozemskega podnebnega vpliva v dolinah regije Makedonije in v nižinah v najbolj južni Trakiji, najnižjih predelih Zgornjetrakijske nižine, ob reki Marica ter bolgarske obale Črnega morja. Večina države je v vlažnem celinskem podnebju, z alpskim podnebjem v najvišjih gorah in subtropskim podnebjem v najbolj južnih regijah.
Država ima gosto rečno mrežo, vendar so z izjemo Donave reke večinoma kratke in z majhnim pretokom. Povprečna letna količina padavin je 670 mm; padavine so manjše v nižinah in večje v gorah. Najbolj suha regija je Dobrudža na severovzhodnem delu Donavske nižine (450 mm), največ padavin pa so izmerili v zgornji dolini reke Ogoste v zahodnem Balkanskem gorovju (2293 mm).
Bolgarija ima velik delež kmetijskih zemljišč in gozdov. Leta 2006 sta bila raba zemljišč in pokritost tal 5 % intenzivne človeške rabe, 52 % kmetijstva, vključno s pašniki, 31 % gozdov, 11 % grmovja in travnikov ter 1 % vode.
Fitogeografsko se Bolgarija razteza med ilirsko in evksinijsko provinco Cirkumborealne regije znotraj Borealnega kraljestva. Država spada v šest kopenskih ekoregij palearktične regije: Balkanski mešani gozdovi (glavni), Rodopski montanski mešani gozdovi (večji v gorah), Evksinsko-kolhiški listopadni gozdovi, Egejski in zahodnoturški sklerofilni in mešani gozdovi, Vzhodnoevropska gozdna stepa in Pontsko-kaspijska stepa.

## Meje in območja
Bolgarija ima skupno 2245 km meje; od tega je 1181 km kopne, 686 km pa tvorijo reke. Dolžina obale je 378 km.
Severna meja z Romunijo je dolga 609 km. Večino meje (470 km) tvori reka Donava od ustja reke Timok na zahodu do mesta Silistra na vzhodu. Kopenska meja od Silistre do rta Sivriburun ob Črnem morju je dolga 139 km. Donavo s strmimi na bolgarski strani ter širokim območjem močvirij na romunski strani prečkata dva mostova – Most Nova Evropa med krajema Vidinom in Kalafatom ter Donavski most med krajema Ruse in Giurgiu. Ob reki Donavi je 48 bolgarskih in 32 romunskih otokov; največji Belene (41 km²) pripada Bolgariji. Kopenska meja ima tri mejne prehode Silistra, Kardam in Durankulak ob Črnem morju. Prečka jo tudi velik plinovod, ki prenaša zemeljski plin iz Rusije v Bolgarijo.
Vzhodna meja (378 km) je morska in obsega bolgarsko obalo Črnega morja od rta Sivriburun na severu do ustja reke Rezovo na jugu. Bolgarsko primorje tvori 1/10 celotne obale Črnega morja in vključuje dva pomembna zaliva, Varnski in Burgaški zaliv, v katerih sta dve glavni pristanišči države.
Južna meja je dolga 752 km, od tega 259 km s Turčijo in 493 km z Grčijo. Bolgarsko-turška meja poteka od ustja reke Rezovo na vzhodu skozi pogorje Strandža in Derventsko višavje, prečka reko Tundža pri vasi Matočina in se konča pri reki Marica pri vasi Kapitan Andreevo. Obstajajo trije mejni prehodi Malko Trnovo, Lesovo in Kapitan Andreevo. Meja z Grčijo poteka od Kapitan Andreeva preko več grebenov Rodopov, običajno po razvodju rek Arda in Vača na bolgarski strani, poteka preko gore Slavjanka, prečka reko Strumo pri vasi Kulata in poteka preko grebena gore Belasica do vrha Tumba. V Svilengradu, Ivajlovgradu, Makazi, Zlatogradu, Ilindenu in Kulata je šest mejnih prehodov.
Zahodna meja je dolga 506 km, od tega 165 km s Severno Makedonijo in 341 km s Srbijo. Meja s Severno Makedonijo poteka od vrha Tumba na jugu preko gora Ograzhden, Maleševo, Vlahino in Osogovo do gore Kitka. V bližini mesta Petrič ter v vaseh Logodaž in Gjueševo so trije mejni prehodi. Meja s Srbijo poteka od Kitke skozi gorsko območje Kraište, vključno z goro Ruj, prečka dolino reke Nišave, skozi glavno porečje zahodnega Balkana in sledi reki Timok 15 km do njenega sotočja v Donavo. V Dolnem Ujnu, Strezimirovcih, Kalotini, Vraški Čuki in Bregovu je pet mejnih prehodov.

## Topografija
Relief Bolgarije je raznolik. Na razmeroma majhnem ozemlju države so obsežne nižine, planote, griči, nizke in visoke gore, številne doline in globoke soteske. Glavna značilnost topografije Bolgarije so štirje izmenični pasovi visokega in nizkega terena, ki se raztezajo od vzhoda proti zahodu čez državo. Od severa proti jugu so ti pasovi, imenovani geomorfološke regije, Donavska nižina, Balkansko gorovje ali Stara planina, prehodna regija in Rilo-Rodopska regija. Najbolj vzhodni deli blizu Črnega morja so hriboviti, vendar postopoma pridobivajo višino proti zahodu, dokler skrajni zahodni del države ni visok.
Več kot dve tretjini države predstavljajo ravnice, planote ali hribovitost na nadmorski višini manj kot 600 m. Ravnine (pod 200 m) predstavljajo 31 % kopnega, planote in hribi (200 do 600 m) 41 %, hribovje (600 do 1000 m) 10 %, srednje visoke gore (1000 do 1500 m) 10 % in visokogorje (nad 1500 m) 3 %. Povprečna nadmorska višina Bolgarije je 470 m.
Sodobni relief Bolgarije je rezultat nenehnega geološkega razvoja. Bolgarska ozemlja so bila pogosto potopljena s starodavnimi morji in jezeri, nekatere plasti kopnega so se dvignile druge potopile. Vulkanski izbruhi so bili pogosti tako na kopnem kot v vodnih bazenih. Vse tri glavne skupine kamnin, magmatske, sedimentne in metamorfne, najdemo v državi. Najstarejše skalne formacije v Bolgariji izvirajo iz predkambrijskega obdobja, pred 500 milijoni let. V arhejskem, proterozojskem in paleozojskem obdobju (pred 4,0 milijardami do 252 milijoni let) so nastale magmatske kamnine. Skozi večino tega obdobja so bila edina kopenska območja Rila, Pirin in zahodni Rodopi. V mezozoiku (pred 252 milijoni do 66 milijoni let) se je začela alpidska orogeneza, ki je oblikovala gorovja alpskega pasu, vključno z Staro planino in Sredno goro. Za kenozoik (od pred 66 milijoni let) so značilni aktivni tektonski procesi, dokončna izoblikovanost gorovja Stare planine, nastanek grabnov in horstov v regiji Rila, Pirin in Kraište.
Primeri skalnih formacij v Bolgariji:
- Belogradčiške skale, zahodna Stara plaina
- Devetaška jama, Pre-Balkan
- Melniške piramide, Pirin
- Pobiti Kamani, Donavska nižina
- Čudoviti mostovi, Rodopi

Eksogeni procesi, kot so preperevanje, erozija in sedimentacija, pomembno vplivajo na modeliranje kopenske površine in ustvarjanje kamnitih formacij. Eksogeni procesi so v Vitoši oblikovali kamnite reke; melišča v gorovju Balkan, Rila in Pirin; zemeljske piramide v Melniku, Stobu in Katini; zemeljski plazovi, predvsem ob bregovih Donave in ob severni obali Črnega morja; rečne terase; eolske oblike, kot so sipine; kraške oblike, vključno s številnimi jamami, vrtačami, ponori itd.

### Donavska nižina
Podonavska nižina obsega Mezijsko ploščo in se razteza od reke Timok na zahodu do Črnega morja na vzhodu in od reke Donave na severu do Stare planine na jugu ter pokriva 31.520 km² ali skoraj 1/3 Bolgarije skupne površine. Njena širina se giblje od 25 do 30 km na zahodu do 120 km na vzhodu. Najvišja točka je Tarnov Djal (502 m) na Šumenski planoti; povprečna nadmorska višina je 178 m. Zaradi procesov preperevanja kamnin je relief neenakomeren z rodovitnimi aluvialnimi ravninami vzdolž Donave (Vidinska, Černopolska, Zlatija, Belenska, Pobrezhie, Aidemirska) in hribovitim terenom na preostalem območju, vključno s planotami na vzhodu. Nadmorska višina se dviga od zahoda proti vzhodu. Dolini rek Vit in Jantra delita Donavsko nižino na tri dele – zahodni, osrednji in vzhodni. Za topografijo nižine so značilne gričevnate višine in planote. Večina višin in vse planote je v vzhodnih delih. Med Svištovom in vasjo Dragomirovo je 14 bazaltnih gomil.
Prevladujoča tipa tal sta puhlica na severu, ki sega do globine 100 m ob bregovih Donave in černozjom na jugu. Podnebje je zmerno. Ravni relief in odprtost ravnine proti severu omogočata dotok vlažnih zračnih mas spomladi, poleti in jeseni. Pozimi Donavska nižina pade pod vpliv vzhodnoevropskega anticiklona, ki prinaša hladne arktične zračne mase. Povprečna januarska temperatura je –1 °C, julijska pa 24 °C, zaradi česar je geomorfološka regija z najvišjo povprečno letno amplitudo v Bolgariji – 25 °C.

### Stara planina
Stara planina je geološko nadaljevanje Karpatov, ki tvori del alpsko-himalajskega orogenega pasu. To območje je razdeljeno na dve geomorfološki enoti, Predbalkan in Staro planino, znano tudi kot Balkansko gorovje. Njihova povprečna nadmorska višina je 370 m oziroma 735 m. Skupna površina je 26.720 km², od tega Predbalkan obsega 15.730 km², Stara planina pa skoraj 11.000 km². Gorovje se razteza od doline reke Timok na zahodu do rta Emine ob črnomorski obali na vzhodu, v dolžini 555 km in širini med 20 in 70 km. Stara planina se deli na zahodni, osrednji in vzhodni del prelaza Zlatica in Vratnik. Pogorje je najvišje v osrednjem delu, ki vključuje vrh Botev z 2376 m; nadmorska višina počasi pada proti vzhodu, dokler ne doseže morja. Relief je razgiban, s številnimi gorskimi prelazi, soteskami in drugimi oblikami. Južna pobočja so bolj strma od severnih. Večinoma opredeljuje najpomembnejše razvodje v Bolgariji z rekami, ki tečejo proti severu v Donavo ali južno do reke Marice in Egejskega morja. Več rek na vzhodu se izliva neposredno v Črno morje. Na zahodu reka Iskar tvori 65 km dolgo sotesko, ki teče proti severu skozi gore.

### Prehodna regija
Prehodna geomorfološka regija obsega ozemlje med Staro planino in Rilo-Rodopskim masivom ter ima kompleksen, mozaični relief, sestavljen predvsem iz srednje visokih in nizkih gora, dolin in nižin. Nadmorska višina pada od zahoda proti vzhodu. Ta regija vključuje subbalkanske doline; gore in doline regije Kraište, kot so gora Ruj, Miloslavska planina in Milevska planina; gore Ljulin, Vitoša, Sredna Gora, Strandža in Sakar; Derventsko višavje; kot tudi rodovitno Zgornjo Trakijsko nižino. Najvišja točka je Černi Vrah v Vitoši z 2290 m.
Subbalkanske doline vključujejo devet dolin, ki so med Staro planino na severu ter Vitošo in Sredno goro na jugu. S površino 1186 km² in povprečno nadmorsko višino 550 m je Sofijska kotlina največja od devetih in vsebuje glavno mesto države Sofijo. Dolina vrtnic obsega dolini Karlovo in Kazanlak ter je znana po industriji gojenja vrtnic, ki tam uspeva že stoletja in proizvede 85 % svetovnega rožnega olja. Dolina Kazanlak je znana tudi kot Dolina tračanskih kraljev zaradi izjemno visoke koncentracije in raznolikosti spomenikov tračanske kulture.
Srednogorska regija se razteza med subbalkanskimi dolinami na severu in Rilo-Rhodopskim masivom na jugu ter od zahoda proti vzhodu vključuje gore Zavalska planina, Viskjar, Ljulin, Vitoša, Plana in Sredna Gora. Največja med njimi, Sredna Gora, meri 280 km in doseže največjo širino 50 km. Regija Kraište pokriva zahodne dele prehodne geomorfološke regije in je sestavljena iz dveh skoraj vzporednih gorskih skupin, Rujsko-Verilska in Konjavsko-Milevska, ter številnih dolin.
Zgornja Trakijska nižina obsega srednjo dolino reke Marica in ima približno trikotno obliko ter je med Sredno Goro na severu, Rodopi na jugu in goro Sakar na vzhodu. Nižina je dolga 180 km in široka do 50 km ter obsega 6000 km². Na vzhodu so Burgaška nižina, Svetlijsko višavje, Manastirsko višavje, Derventsko višavje ter nizke gore Sakar in Strandža.

### Rilo-Rodopska regija
Geomorfološka regija Rilo-Rodopi zajema jugozahodne regije Bolgarije in vključuje Rodope, Rilo, Pirin, Osogovo, Vlahino, Maleševo, Ogradžden, Slavjanko in Belasico ter doline rek Struma in Mesta (grško Nestos). Rodopi so najobsežnejša gorska veriga v Bolgariji, ki se razteza na 14.730 km² s povprečno nadmorsko višino 785 m, za katero so značilna položna in gosto gozdnata pobočja. Njihova dolžina od zahoda proti vzhodu je 249 km in doseže širino 100 km. Nadmorska višina pada od zahoda proti vzhodu.
Na zahodu sta Rila in Pirin, dve najvišji gorstvi Bolgarije. Rila vključuje goro Musala, katere vrh z 2925 m je najvišji na Balkanskem polotoku, medtem ko je najvišji vrh Pirina Vihren z 2915 m tretji najvišji vrh na Balkanu. Tako Rila kot Pirin imata skalnate vrhove, kamnita pobočja, obsežno alpsko območje in na stotine ledeniških jezer. Zahodneje je gorska skupina Osogovo-Belasica ob meji s Severno Makedonijo, katere najvišji vrh je Ruen v Osogovu z 2251 m.

### Obala Črnega morja
Bolgarska črnomorska obala ima skupno dolžino 378 km od Durankulaka na severu do izliva reke Rezovske na jugu. Najsevernejši del med bolgarsko-romunsko mejo in Šablo ima obsežne peščene plaže in več obalnih jezer, nato pa se višina dvigne, ko obala doseže rt Kaliakra s 70 m visokimi navpičnimi pečinami. V bližini Balčika in Kavarne je apnenčasto skalnato obalo razrezano z gozdnatimi dolinami. Pokrajina okoli obalnih letovišč Albena in Zlati pesek je hribovita, z jasno izraženimi plazovi. Gosti gozdovi ob izlivu reke Batove označujejo začetek Frangenske planote. Južno od Varne je obala gosto gozdnata, zlasti pri aluvialnih nasadih longose (Hedychium coronarium) v biosfernem rezervatu Kamčija. Rt Emine označuje konec gorovja Stara planina in deli bolgarsko črnomorsko obalo na severni in južni del. Južni del ima široke in dolge plaže s številnimi majhnimi zalivi in rti. Vsi bolgarski črnomorski otoki o na južni obali: Sv. Anastazija, Sv. Cirik, Sv. Ivan, Sv. Peter in Sv. Tomaž. Peščene plaže zavzemajo 34 % bolgarske obale. Dva najpomembnejša zaliva sta Varnski zaliv na severu in Burgaški zaliv na jugu, ki je največji na bolgarski obali Črnega morja.

## Hidrografija
Bolgarija ima gosto mrežo približno 540 rek, vendar je z opazno izjemo Donave večina kratkih rek in nizkega vodostaja. Gostota je največja v gorskih območjih, najmanjša pa v Dobrudži, Donavski nižini in Zgornji Trakijski nižini. Obstajata dve porečji: porečji Črnega morja (57 % ozemlja in 42 % rek) in Egejskega morja (43 % ozemlja in 58 % rek).
Stara planina deli Bolgarijo na dva skoraj enaka drenažna sistema. Večji sistem se izliva proti severu v Črno morje, predvsem po Donavi. Ta sistem vključuje celotno Donavsko nižino in del kopnega, ki teče 48–80 km v notranjost od obale na jugu. Donava dobi nekaj več kot 4 % celotne količine iz bolgarskih pritokov. Ker teče vzdolž severne meje, je Donava široka v povprečju od 1,6 do 2,4 km. Najvišji vodostaji reke so običajno med majskimi poplavami; zamrznjena je povprečno 40 dni na leto. Najdaljša reka, ki v celoti leži na bolgarskem ozemlju, Iskar, z dolžino 368 km in porečjem 8640 km¹ je edini bolgarski pritok Donave, ki ne izvira v gorovju Stara planina. Namesto tega ima Iskar svoj izvor v gorovju Rila. Poteka skozi vzhodno predmestje Sofije in prečka Staro planino skozi spektakularno 65 km dolgo sotesko. Drugi pomembni pritoki Donave so reke Lom, Ogosta, Vit, Osam in Jantra. Najdaljša reka, ki teče neposredno v Črno morje, je Kamčija (254 km), druge reke pa so Batova, Provadiya, Aheloy, Ropotamo, Veleka in Rezovo.
Povodje Egejskega morja izsušuje Trakijsko nižino in večino višjih predelov na jugu in jugozahodu. Več velikih rek teče neposredno v Egejsko morje. Večina teh potokov hitro pada z gora in je zarezala globoke, slikovite soteske. 480 km dolga Marica (od tega 321 km v Bolgariji) in njeni pritoki odmakajo celotno zahodno Trakijsko nižino, celotno Sredno goro, južna pobočja Stare planine in severna pobočja vzhodnih Rodopov. Potem ko Marica zapusti Bolgarijo, tvori večji del grško-turške meje. Glavni pritoki Marice so Tundža, Arda, Topolnica, Vača itd. Drugi bolgarski reki, ki tečeta neposredno v Egejsko morje, sta Struma in Mesta.
Bolgarija ima okoli 400 naravnih jezer s skupno površino 95 km² in prostornino 278 milijonov km³. Limani in lagune ob obali Črnega morja vključujejo od severa proti jugu jezero Durankulak, jezero Šabla, jezero Varna, jezero Beloslav, jezero Pomorie, Atanasovsko jezero, jezero Burgas in Mandrensko jezero. Med njimi je Burgaško jezero najobsežnejše s 27,6 km², Varnsko jezero pa ima največjo prostornino s 165,5 milijona m³. Jezera ob Donavi so bila izsušena, da bi se izkrčila zemlja za kmetijstvo, z opazno izjemo Srebrnega jezera, ki je na Unescovem seznamu svetovne dediščine. V Rili je 170 ledeniških jezer, v Pirinu pa 164. So pomembna turistična dobrina. Najbolj znana jezera vključujejo Sedem rilskih jezer, Popovo jezero, Banderiška jezera, Vasilaška jezera, Vlahinska jezera itd. Močvirja in barja vključujejo Alepu, Arkutino, Aldomirovci, Dragoman itd. Obstaja okoli 2200 rezervoarjev s skupno prostornino ok. 7 milijard km³. Največji so rezervoar Iskar, rezervoar Ogosta, rezervoar Dospat, rezervoar Batak, rezervoar Kardžali, rezervoar Ivaylovgrad, rezervoar Studen Kladenec, rezervoar Koprinka, rezervoar Tiča itd.
- Reka Veleka
- Jezero Šabla
- Jezero Dolno Vasilaško
- Rerervoar Vača
- Reka Arda pri rezervoarju Kardžali

Bolgarija je bogata z mineralnimi vodami, z 225 mineralnimi vrelci in skupnim pretokom 5000 L/s, predvsem v jugozahodnem in osrednjem delu države vzdolž prelomov med gorami. Največ, 148, jih je v južni Bolgariji, ostalih 77 pa v severnem delu države. Izviri na severu so po navadi s hladno vodo, tisti na jugu pa so večinoma topli in vroči. Najbolj vroč izvir v Bolgariji in na Balkanu je v Saparevi Banji in doseže 101,4 °C. Bolgarska beseda za toplice, баня, prečrkovana kot banja, se pojavlja v nekaterih imenih več kot 50 zdraviliških mest in letovišč. So v več conah: cona Stara planina (Varšec, Šipkovo, Vonešta voda), cona Srednogorie (Sofia, Ovča kupel, Bankja, Pančarevo, Strelča, Hisarja, Banja, Pavel Banja), cona Marica (Kostenec (mesto), Kostenec (vas), Dolna Banja, Momin prohod), območje Rilo-Rodopi (Devin, Velingrad, Banite, Beden, Mihalkovo, Sapareva Banja), območje Struma (Kjustendil, Sandanski, Ognjanovo, Marikostinovo, Dobrinište).

## Mineralne surovine
V Bolgariji se komercialno pridobiva približno 60 vrst mineralov. Mineralne vire delimo v tri skupine: fosilna goriva, kovine in industrijske minerale.
Fosilna goriva vključujejo premog, nafto in zemeljski plin. Bolgarija ima znatne zaloge premoga, ocenjene na 4,8 milijarde ton. Od tega je več kot 92 % ali 4,5 milijarde ton lignita, ki je najnižji razred premoga zaradi relativno nizke toplotne vsebnosti, vendar se pogosto uporablja za proizvodnjo električne energije. Z zalogami 2856 milijard ton je Marica Iztok, ki leži v Zgornji Trakijski nižini, daleč največji bazen premoga v državi, ki poganja kompleks Marica Iztok, največji energetski kompleks v jugovzhodni Evropi. Drugi bazeni lignita so Sofijska dolina (zaloge 870 milijonov ton), Elhovo (656 milijonov ton), Lom (277 milijonov ton), Marica Zapad (170 milijonov ton). Zaloge subbituminoznega premoga znašajo 300 milijonov ton in so predvsem v bližini Bobovega Dola, Pernika in Burgasa. Pridobljive zaloge bituminoznega premoga in antracita so nepomembne - le 10 oziroma 2,5 milijona ton. Vendar pa je v južni Dobrudži ogromen bazen bituminoznega premoga z ocenjenimi rezervami na več kot milijardo ton, vendar je njegova velika globina (1370–1950 m) ovira za njegovo komercialno izkoriščanje.
Bolgarska izključna ekonomska cona ima skupno velikost 110.879 km² v Črnem morju. Nafta in zemeljski plin sta v severni Bolgariji in njeni izključni ekonomski coni v Črnem morju. Surovo nafto pridobivajo v Dolni Dabniku in Gigenu v pokrajini Pleven ter v Tjulenovu v pokrajini Dobrič. Dokazane zaloge znašajo 20 milijonov ton, vendar obstajajo možnosti za nova odkritja v izključni ekonomski coni. Plinska polja so odkrili ob rtu Kaliakra (zaloge 3 milijarde m³), Devenci (6 milijard m³), med Lovečem in Etropolom (ocenjeno 22 milijard m³), kot tudi blizu Devetakija in Butana. Ocenjuje se, da ima 14.220 m² velik blok Khan Asparuh v severnem delu bolgarske izključne ekonomske cone zaloge zemeljskega plina v višini 100 milijard m³.
Bolgarija ima velike zaloge kovinskih rud, zlasti bakra, cinka in svinca, ki so predvsem v južni polovici države. Dva največja rudnika železove rude sta v Kremikovci blizu Sofije in Krumovo v oblasti Jambol s skupnimi rezervami 430 milijonov ton. Manganovo rudo pridobivajo v bližini mesta Obročište v oblasti Dobrič (zaloge 85 milijonov ton), pa tudi v oblasteh Sofija in Varna. Zaloge kroma so majhne in so raztresene po Rodopih. Bolgarija ima pomembne zaloge svinca in cinka, od katerih jih je 60 % v južnih predelih Rodopov vzdolž meje z Grčijo pri Madanu, Zlatogradu, Madžarovu, Rudozemu, Laki itd. Drugi rudniki so v bližini Ustrema in Gjueševa. Pomembne so tudi zaloge bakrove rude, ki so predvsem v Asarel Medet blizu Panagjurište, rudnik Elacite blizu Etropola (650 milijonov ton), Elšica, Medni Rid blizu Burgasa itd. V bližini Trana, Čelopeča in Madžarova je zlato, pa tudi majhne količine platine, srebra, molibdena, niklja in volframa.
Bolgarija je bogata z industrijskimi minerali, kopljejo jih 70 vrst. V bližini mesta Provadia so pomembne zaloge kamene soli (4,4 milijarde ton). Solnicata, starodavno mesto v bližini, je po mnenju bolgarskih arheologov najstarejše v Evropi in je bilo mesto obrata za proizvodnjo soli pred približno šestimi tisočletji. Zaloge kaolinita so ocenjene na 70 milijonov ton in so predvsem v severovzhodni Bolgariji – Kaolinovo, Todor Ikonomovo, Senovo in Vetovo. Marmor pridobivajo v gorskih regijah – Pirin, Rodopi, Strandža, zahodna Stara planina. Obstajajo pomembne količine apnenca, sadre, barita, perlita, glinenca, granita itd.

## Biotska pestrost
Zaradi medsebojnega vpliva kompleksnih podnebnih, hidroloških, geoloških in topografskih razmer je Bolgarija ena biološko najbolj raznolikih držav v Evropi. Fitogeografsko se Bolgarija razprostira med ilirskimi in evksinskimi provincami Circumborealne regije znotraj Borealnega kraljestva. Država spada v šest kopenskih ekoregij palearktičnega kraljestva: balkanski mešani gozdovi, rodopski gorski mešani gozdovi, evksinsko-kolhiški listopadni gozdovi, egejski in zahodnoturški sklerofilni in mešani gozdovi, Vzhodnoevropska gozdna stepa in Pontsko-kaspijska stepa. Približno 35 % ozemlja Bolgarije sestavljajo gozdovi, ki vključujejo nekatera najstarejša drevesa na svetu, kot sta Bajkušev bor in hrast dob imenovan po vasi Granit Granitni dob. Bolgarska flora vsebuje med 3800 in 4200 višjih rastlin, od katerih je 170 endemičnih in 150 jih velja za ogrožene. Obstaja več kot 6500 vrst nežilnih rastlin in gliv.
Bolgarska favna vretenčarjev je med najbolj raznolikimi v Evropi. Zoogeografske regije so tri: evrosibirska regija, ki obsega Donavsko nižino in gorske regije države, iransko-turanska regija, ki obsega južno Dobrudžo in sredozemsko regijo, ki vključuje Zgornje Trakijsko nižino, spodnjo dolino Strume in obalo Črnega morja. Bolgarijo naseljuje okoli 100 vrst sesalcev, vključno rjavi medved, sivi volk, ris, evrazijski šakal (Canis aureus), navadni jelen in srna med drugim. Ptičjo favno predstavlja 426 vrst ptic, kar je drugo največje število v Evropi. Pomembne ohranitvene vrste so kraljevi orel, rjavi jastreb, rožnati pelikan, kodrasti pelikan (Pelecanus crispus) itd. V Bolgariji najdemo 38 vrst plazilcev in 20 vrst dvoživk. Ihtiofavna države ni v celoti raziskana. Od leta 2000 obstaja 207 vrst rib. Ocenjuje se, da je 27.000 vrst žuželk in drugih nevretenčarjev.
V državi ostaja zaskrbljenost glede ohranjanja biotske raznovrstnosti močna. Leta 1998 je bolgarska vlada odobrila nacionalno strategijo ohranjanja biološke raznovrstnosti, ki se je zgledovala po vseevropski strategiji za biološko in krajinsko raznovrstnost. Bolgarija ima nekaj največjih območij Natura 2000 v Evropski uniji, ki pokrivajo 33,8 % njenega ozemlja. Državno politiko urejanja in upravljanja zavarovanih območij izvaja Ministrstvo za okolje in vode. Biotska raznovrstnost Bolgarije je ohranjena v treh narodnih parkih, 11 naravnih parkih in 54 naravnih rezervatih. Od tega sta Pirinski narodni park in Naravni rezervat Srebrna uvrščena na Unescov seznam svetovne dediščine. Naravni park Strandža, ki obsega ozemlje 1161 kvadratnih kilometrov, je največje zavarovano območje v državi. Naravni park Vitoša, ustanovljen leta 1936, je najstarejši v Bolgariji in na Balkanskem polotoku.

## Skrajne točke
Skrajne točke Bolgarije vključujejo koordinate, ki so bolj severno, južno, vzhodno ali zahodno kot katera koli druga lokacija v Bolgariji; ter najvišje in najnižje nadmorske višine v državi. Ta seznam izključuje bolgarsko postajo na Antarktiki. Z izjemo rta Šabla, najbolj vzhodne lokacije Bolgarije, so vse druge skrajne točke nenaseljene.
Zemljepisna širina in dolžina sta izraženi v decimalnih stopinjah, pri čemer se pozitivna vrednost zemljepisne širine nanaša na severno poloblo, negativna vrednost pa na južno poloblo. Podobno se pozitivna vrednost zemljepisne dolžine nanaša na vzhodno poloblo, negativna vrednost pa na zahodno poloblo. Koordinate, uporabljene v tem članku, izvirajo iz programa Google Earth, ki uporablja svetovni geodetski sistem (WGS) 84, geodetski referenčni sistem.
Najsevernejša točka Bolgarije je tam, kjer se reka Timok izliva v Donavo. Severna konica Bolgarije je v provinci Vidin in je soseda okrožju Mehedinți v Romuniji. Najbližja bolgarska vas temu območju je Vrav. Najbolj južna točka Bolgarije je gora Vejkata v provinci Kardžali. Vejkata je s 1463 metri najvišji bolgarski vrh grebena Gjumjurdžinski Snežnik v vzhodnih Rodopih in meji na Vzhodno Makedonijo in obrobje Grčije v Trakiji. Najbolj zahodna točka Bolgarije je v sedlu Vraška čuka. To je točka, kjer Vidinska pokrajina meji na Zaječarski okraj v južni in vzhodni Srbiji. Rt Šabla je najbolj vzhodna točka Bolgarije; leži v provinci Dobrič, na izstopu države v Črno morje. Ta tabela ne vključuje baze St. Kliment Ohridski, bolgarske postaje na Antarktiki.
| Heading | Lega                  | Provinca          | Mejna država                             | Koordinate                                      | Ref           |
| ------- | --------------------- | ----------------- | ---------------------------------------- | ----------------------------------------------- | ------------- |
| Sever   | Ustje Timoka v Donavo | Provinca Vidin    | okrožje Mehedinți, Romunija              | 44°12′52″N 22°40′29″E / 44.214555°N 22.67459°E  | [ 46 ]        |
| Jug     | gora Vejkata          | Provinca Kardžali | Vzhodna Makedonija in Trakija, Grčija    | 41°14′10″N 25°17′17″E / 41.236022°N 25.288167°E | [ 47 ]        |
| Zahod   | Sedlo Vraška čuka     | Provinca Vidin    | okrožje Zaječar, južna in vzhodna Srbija | 43°48′20″N 22°21′15″E / 43.805688°N 22.354275°E | [ 48 ] [ 49 ] |
| Vzhod   | rt Šabla              | Provinca Dobrič   | Črno morje                               | 43°32′22″N 28°36′25″E / 43.539550°N 28.607050°E | [ 50 ]        |